# جایزه ادیسون ولتا

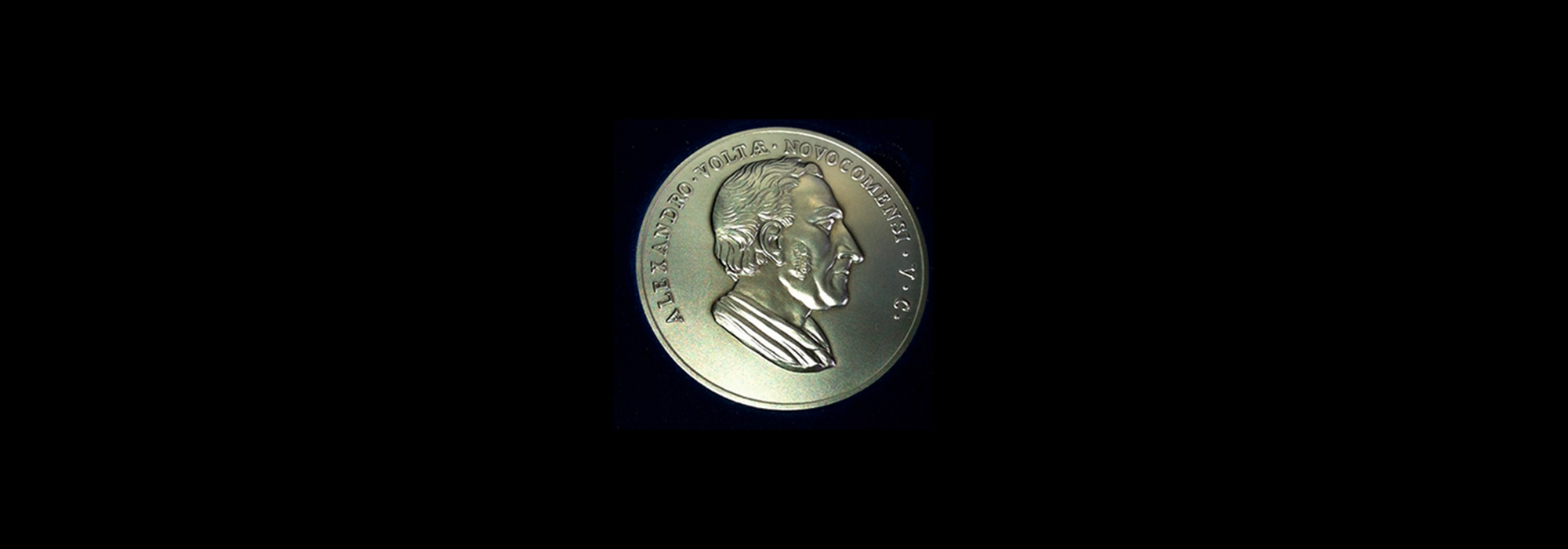
نمایی از مدال جایزهٔ ادیسون ولتا مؤسسه فیزیک اروپا - ۲۰۱۵

جایزه ادیسون ولتا هر سال دوبار توسط مؤسسه فیزیک اروپا به اشخاص یا گروه‌های حداکثر سه‌نفره به‌خاطر دست‌آوردهای برجسته در فیزیک اعطا می‌گردد. جایزه شامل یک گواهی، یک مدال و نیز ۱۰٬۰۰۰ یورو، پول است. این جایزه در سال ۲۰۱۲ بنیان‌گذاری شد.